# Pusztamérges
Pusztamérges es un pueblo húngaro perteneciente al distrito de Mórahalom, condado de Csongrád-Csanád.

## Superficie
Cuenta con una superficie de 24,39 km².

## Demografía
Hasta 2024 la población era de 987 habitantes, con una densidad de población de 40,46 hab/km².
| Gráfica de evolución demográfica de Pusztamérges entre 2020 y 2024 |
|                                                                    |
| Datos según la Oficina Central de Estadística de Hungría.          |